# Valeri Verjushin
Valeri Verjushin –en macedonio, Валериј Верхушин– (10 de marzo de 1960) es un deportista macedonio que compitió en lucha libre. Ganó una medalla de bronce en el Campeonato Europeo de Lucha de 1996, en la categoría de 74 kg.

## Palmarés internacional
| Campeonato Europeo | Campeonato Europeo | Campeonato Europeo | Campeonato Europeo |
| Año                | Lugar              | Medalla            | Categoría          |
| ------------------ | ------------------ | ------------------ | ------------------ |
| 1996               | Budapest (Hungría) | Medalla de bronce  | 74 kg              |